# Clymene neapolitana
Clymene neapolitana är en ringmaskart som beskrevs av Delle Chiaje 1841. Clymene neapolitana ingår i släktet Clymene och familjen Maldanidae. Inga underarter finns listade i Catalogue of Life.